# Copris dracunculus
Copris dracunculus là một loài bọ cánh cứng trong họ Bọ hung (Scarabaeidae).